# Orthonematidae
De Orthonematidae zijn een familie van uitgestorven weekdieren uit de klasse van de Gastropoda (slakken).

## Taxonomie
De volgende geslachten zijn in de familie ingedeeld:
- † Orthonema Meek & Worthen, 1861
- † Protostylus Mansuy, 1914